# Lou Groza
Louis Roy Groza (25 de janeiro de 1924 - 29 de novembro de 2000), apelidado de "The Toe", foi um jogador de futebol americano que jogava como Placekicker e Offensive tackle. Ele jogou toda a sua carreira no Cleveland Browns na All-America Football Conference (AAFC) e na National Football League (NFL). Groza era o líder em chutes e pontos do futebol americano profissional quando se aposentou após a temporada de 1967. Ele jogou em 21 temporadas para os Browns, ajudando o time a ganhar oito títulos da liga nesse período.
A precisão e força de Groza como kicker influenciaram o desenvolvimento de kicker como especialidade; ele poderia chutar field goals de mais de 50 jardas em um momento em que as tentativas daquela distância eram uma raridade. Ele estabeleceu vários recordes de distância e número de field goals durante sua carreira.
Groza se aposentou brevemente após a temporada de 1959 devido a uma lesão, mas voltou em 1961. Ele fazia parte da equipe de 1964 que venceu outro título da NFL. Groza se aposentou de vez após a temporada de 1967. Mais tarde na vida, ele dirigiu uma empresa de seguros e serviu como um embaixador dos Browns. Ele foi eleito para o Hall da Fama do Futebol Profissional em 1974. Em 1992, a Comissão de Esportes do Condado de Palm Beach nomeou o Prêmio Lou Groza em sua homenagem. O prêmio é concedido anualmente para o melhor kicker do país. Groza morreu em 2000 por causa de um ataque cardíaco.

## Início da vida
Nascido no leste de Ohio em Martins Ferry, os pais de Groza eram imigrantes da Transilvânia, parte da atual Romênia. Sua mãe húngara Mary e o seu pai romeno John possuíram e dirigiram a Groza's Tavern. Lou era o mais novo de quatro irmãos em uma família atlética; seu irmão Alex tornou-se um jogador de basquete da Universidade de Kentucky e foi membro de duas equipes campeões nacionais.
Groza jogou futebol americano, basquete e beisebol na Martins Ferry High School. O time venceu o campeonato estadual de basquete em 1941, quando Groza era seu capitão. Ele também era capitão do time de beisebol. Groza aprendeu a ser kicker com seu irmão mais velho, Frank, e praticou tentando chutar bolas por fios telefônicos quando ele e seus amigos jogavam futebol americano na rua.

## Carreira na faculdade e o serviço militar
Groza se formou no colegial em 1942 e se matriculou com uma bolsa de estudos esportiva na Universidade Estadual de Ohio, em Columbus, onde jogou como tackle e kicker no time de calouros. Groza jogou em três jogos e chutou cinco field goals incluindo um de 45 jardas. Em 1943, ele se alistou no Exército dos EUA à medida que a Segunda Guerra Mundial se intensificava. Ele primeiro foi para o treinamento básico em Abilene, Texas, e depois para o Brooks General Hospital, em San Antonio.
Depois de um período com o Programa de Treinamento de Serviço do Exército, Groza foi enviado com a 96a Divisão de Infantaria para servir como ajudante em Okinawa e outros lugares no Pacífico em 1945. No dia em que ele desembarcou nas Filipinas, Groza viu um soldado baleado no rosto. Ele estava estacionado em um banco de tendas a cerca de oito quilômetros das linhas de frente e ajudava os médicos a cuidar dos feridos. "Eu vi muitos homens feridos com ferimentos graves", ele disse mais tarde. "Com pernas perdidas, vísceras, coisas assim. É uma coisa difícil, mas você se endurece e aceita como parte do seu estar lá."
Enquanto ele estava no exército, ele recebeu um pacote de Paul Brown, o treinador de futebol da Universidade Estadual de Ohio. Continha bolas de futebol americano e um contrato para ele jogar em uma equipe que Brown estava treinando na nova All-America Football Conference (AAFC). Ele assinou o contrato em maio de 1945 e concordou em se juntar à equipe, chamada Cleveland Browns, após o fim da guerra em 1946. Groza recebeu US $ 500 por mês até o final da guerra e um salário anual de US $ 7.500.

## Carreira profissional
Após sua dispensa do serviço militar, Groza foi até ao campo de treinamento dos Browns em Bowling Green, Ohio. Ele apareceu em uniformes do exército carregando todas as suas roupas em uma mochila. Lá, ele se juntou ao quarterback Otto Graham, ao fullback Marion Motley e aos recebedores Dante Lavelli e Mac Speedie para formar o núcleo de ataque da nova equipe. Groza foi principalmente um placekicker em seus dois primeiros anos com os Browns, mas ele desempenhou um papel importante no sucesso inicial da equipe.
Em sua primeira temporada, ele estabeleceu um recorde profissional de field goals e extra points. Os Browns, enquanto isso, avançaram para a final da AAFC contra o New York Yankees. Groza torceu o tornozelo no jogo e perdeu três field goals, mas Cleveland venceu por 14-9.
Tendo mais uma vez um poderoso ataque, os Browns terminaram a temporada de 1947 com um recorde de 12-1 e voltaram a final do campeonato. Groza, no entanto, estava machucado e só pôde assistir à conquista do segundo título consecutivo.
O Sucesso seguiu para os Browns e Groza, que foi apelidado de "The Toe" por um jornalista esportivo por suas habilidades de chute. Groza liderou a liga em field goals e a equipe venceu todos os seus jogos em 1948, registrando a primeira temporada perfeita do futebol americano profissional. Groza começou a jogar regularmente como offensive tackle nesse ano. Um destaque daquele ano para Groza foi um field goal de 53 jardas contra o Brooklyn Dodgers da AAFC que foi o mais longo chute na história do futebol profissional. Com Groza, os Browns poderiam tentar field goals em lugares que muitas outras equipes não conseguiam. "Em qualquer lugar de 40 a 50 jardas, ele era uma arma", disse Tommy James, holder de Groza por oito anos.
Outro título do campeonato aconteceu em 1949, mas a AAFC se dissolveu após a temporada e os Browns estavam entre as três equipes absorvidas pela mais estabelecida National Football League (NFL).
A guerra havia encurtado a carreira universitária de Groza, então ele continuou a estudar na Universidade Estadual de Ohio nas férias em seus primeiros anos com os Browns. Ele se formou em negócios em 1949. Groza se casou naquele ano com Jackie Lou Robbins, uma garota de Martins Ferry que trabalhava como modelo em Nova York quando eles namoraram pela primeira vez.
A estréia dos Browns na NFL na temporada de 1950 foi observada de perto; Enquanto a equipe dominou a AAFC em sua curta existência, alguns jornalistas esportivos, proprietários de NFL e treinadores consideraram uma liga inferior. O Cleveland colocou fim em todas as dúvidas em seu primeiro jogo contra o bicampeão Philadelphia Eagles, vencendo por 35-10. Em um jogo contra o Washington Redskins, Groza quebrou um recorde de 24 anos da NFL, chutando seu 13º field goal da temporada. Ele também marcou o único touchdown de sua carreira naquele jogo em uma recepção de Graham. Os Browns terminaram a temporada regular com um recorde de 10-2 na Conferência Americana, empatados com o New York Giants. Isso forçou um playoff contra os Giants em que Groza chutou o field goal da vitória com menos de um minuto restante.
Os Browns enfrentaram o Los Angeles Rams na final do campeonato. Groza entrou no jogo como o melhor kicker da NFL, tanto em pontos marcados quanto em precisão. Ele teve uma taxa de sucesso de 68,4% em uma época em que a maioria das equipes convertia menos da metade de suas tentativas. Com o tempo acabando no quarto quarto, os Rams estavam na frente por 28-27, e Cleveland teve uma chance final de ganhar o jogo. Graham levou a bola até a linha de nove jardas dos Rams e estabeleceu uma tentativa de field goal. Groza acertou o chute de 16 jardas dando aos Browns uma vitória por 30-28. Foi o maior chute da carreira de Groza. "Nunca pensei que erraria", disse ele mais tarde. Após a temporada, Groza foi nomeado para o primeiro Pro Bowl, o jogo all-star da NFL.
O Cleveland chegou novamente a final do campeonato em 1951, mas perdeu em uma revanche contra os Rams. Groza teve um field goal de 52 jardas no jogo, um recorde para uma final de campeonato ou Super Bowl que durou 42 anos. Ele foi novamente nomeado para o Pro Bowl após a temporada. O mesmo cenário foi repetido em 1952 e 1953: os Browns chegaram a final do campeonato em ambos os anos, mas perderam para o Detroit Lions. Groza estava jogando com as costelas quebradas na derrota de 1952 e perdeu três field goals. Groza estabeleceu um recorde em 1953, quando ele fez 23 field goals e teve uma taxa de sucesso de 88,5%, um recorde de temporada única que durou 28 anos. Ele foi para o Pro Bowl novamente em 1952 e 1953 e foi selecionado para a Primeira-Equipe All-Pro em ambos os anos.
Os Browns voltaram a ganhar outro título em 1954. Naquele ano, Groza foi eleito o MVP da NFL pela Sporting News. Cleveland ganhou o campeonato novamente em 1955, batendo os Rams por 38-14. Groza foi nomeado para o Pro Bowl e equipes All-Pro pelos roteiristas esportivos em 1954 e 1955.
Prejudicado pela aposentadoria de Graham antes da temporada, Cleveland teve sua primeira temporada com mais derrotas do que vitórias em 1956. O chute de Groza continuou forte nos três anos seguintes: ele chegou ao Pro Bowl em 1957, 1958 e 1959 e empatou com Sam Baker como líder em pontos marcados em 1957. Cleveland chegou a final do campeonato em 1957, mas perdeu para os Lions. Os Browns perderam para o New York Giants em um playoff de eliminação única em 1958, e não conseguiram chegar à pós-temporada em 1959.
Groza ficou de fora da temporada de 1959 devido a uma lesão nas costas e se presumiu que ele fosse se aposentar. Enquanto seu chute foi sua contribuição mais visível para a equipe, Groza também foi um Offensive tackle até sua lesão, quando foi substituido por Dick Schafrath. "Lou nunca recebeu todo o crédito que mereceu por ser um tackle, provavelmente porque suas grandes habilidades de chute lhe deram mais notoriedade", disse Andy Robustelli, um defensive end que jogou contra Groza.
Groza não jogou em 1960 e fez alguns trabalhos de olheiros para o time. Ele também se concentrou em um negócio de seguros que ele começou. "Eu tinha 36 anos e achei que tinha me aposentado", disse ele. No ano seguinte, no entanto, ele voltou para a equipe, a pedido de Art Modell, que comprou os Browns naquele ano. Não querendo usar um lugar no elenco em um especialista em chutes (a lesão nas costas de Groza o impediu de jogar na linha), os Brown haviam contratado Sam Baker para chutar e jogar como halfback. Mas Groza estava ansioso para voltar e Modell insistiu. Groza ficou com a equipe como kicker até 1967 e fez parte da equipe dos Browns que venceu o campeonato de 1964. Groza marcou os primeiros pontos nesse jogo em um field goal no terceiro quarto. Ele também chutou quatro Kickoff de mais de 70 jardas e fora da end zone do Baltimore Colts, impedindo um retorno. Cleveland ganhou o jogo por 27-0.
Quando Groza se aposentou em 1968, após 21 temporadas no futebol profissional, ele teve recordes  de mais pontos marcados, field goals e pontos extras feitos. Ele teve 234 field goals, 641 pontos extras e 1.349 pontos no total da NFL. Contando seus anos na AAFC, seu total de pontos na carreira foi de 1.603. Groza, que tinha 44 anos quando se aposentou, disse em suas memórias que se aposentar era: "o dia mais triste da minha vida no futebol". Seu maior salário foi de US $ 50.000 em seu último ano.

## O resto da vida e a morte
Depois que Groza se aposentou, ele recebeu uma oferta para jogar no San Francisco 49ers, mas relutou em fazê-lo porque não queria transferir sua empresa familiar e de seguros para a Costa Oeste. Foi oferecido a ele um cargo nos Browns como um treinador de kicker, ajudando o jovem Don Cockroft, mas ele recusou. Mais tarde na vida, ele se tornou um embaixador e figura paterna dos Browns, convidando novatos para jantar e ajudando-os a encontrar apartamentos. Ele continuou a administrar uma empresa de seguros bem-sucedida e morava em Berea, Ohio, perto da sede e dos centros de treinamento dos Browns. Ele e sua esposa Jackie eram conhecidos como a primeira família da equipe.
Modell mudou os Browns para Baltimore em 1995 e rebatizou a equipe de Ravens, provocando uma onda de raiva e descrença de fãs e ex-jogadores. Groza foi um dos principais críticos do movimento, dizendo que era "como um homem saindo com sua esposa". Em 1996, Groza escreveu um livro de memórias intitulado The Toe: The Lou Groza Story. O Cleveland Browns recomeçou como equipe de expansão em 1999.
No final de 1990, Groza passou por cirurgias nas costas e no quadril e sofreu com a doença de Parkinson. Ele sofreu um ataque cardíaco em 2000, depois de jantar com sua esposa no Columbia Hills Country Club em Columbia Station, Ohio. Ele foi levado para um hospital em Middleburg Heights, Ohio, onde morreu. Ele foi enterrado no Sunset Memorial Park em North Olmsted, Ohio. Groza e sua esposa tiveram três filhos e uma filha. Após a morte de Groza, os Browns usaram o número 76 em seus capacetes na temporada de 2001.

## Estilo de chute

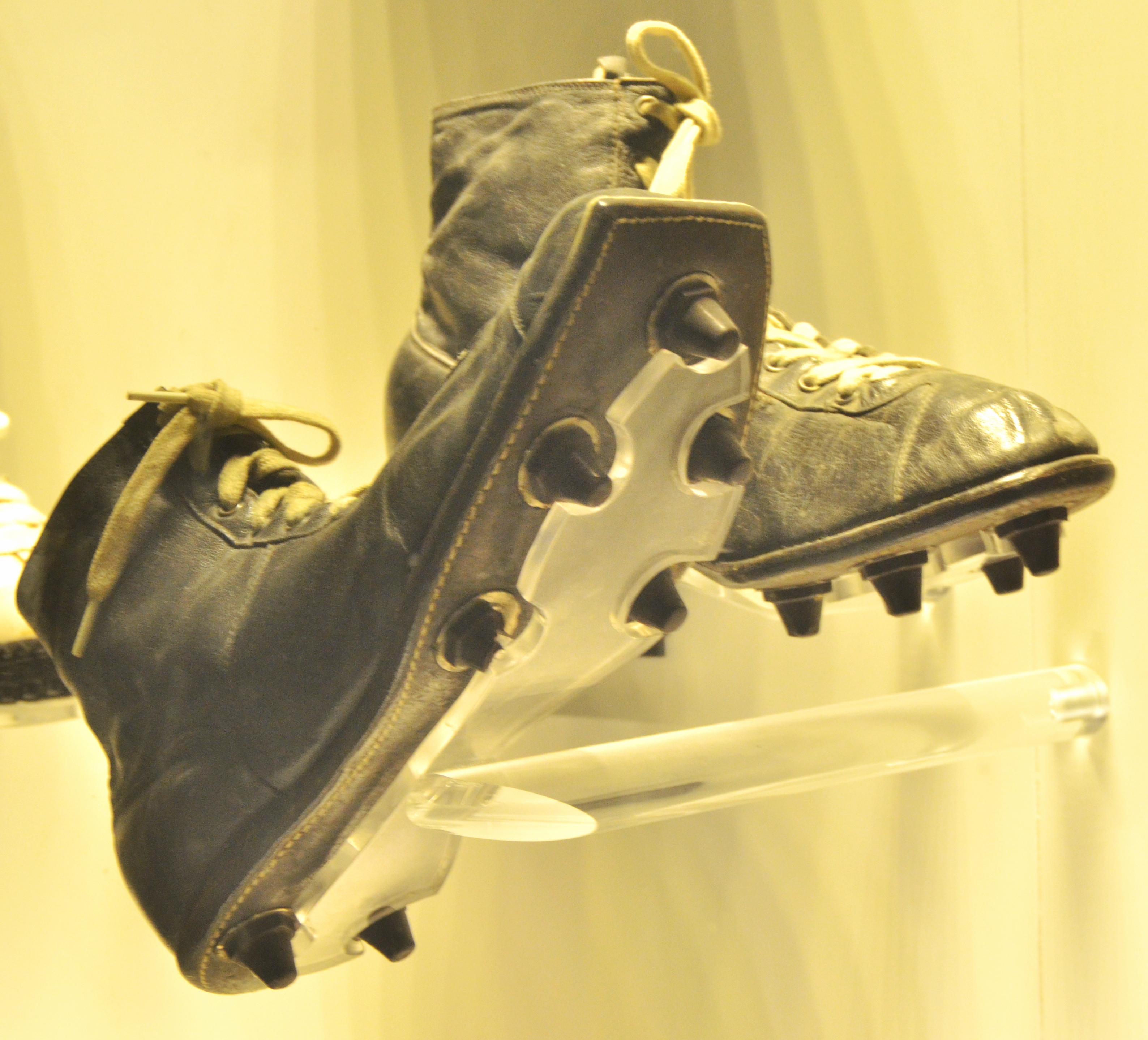
Chuteiras de Lou Groza

Embora os field goals fossem vistas há muito tempo como parte importante da estratégia do futebol americano, os especialistas em chute eram uma raridade antes de Groza. Ele estabeleceu recordes na NFL em uma única temporada para precisão, distância e número de field goals nos primeiros três anos da liga, marcas que se tornaram invencíveis até que especialistas em chutes se tornaram uma característica comum do jogo no início dos anos 70.
O chute de Groza foi a diferença em 15% dos jogos dos Browns durante os anos da AAFC e as equipes começaram a notar quando seus field goals fizeram a diferença nos playoffs da NFL e na final do campeonato em 1950. "Todo mundo começou a prestar atenção nos field goals quando os Browns começaram a ganhar jogos com eles", disse Pat Summerall.
Groza liderou a NFL em field goals feitos cinco vezes em sua carreira.
Groza se aproximava da bola em linha reta e chutava com o topo do pé, apontando para o meio da bola. No início de sua carreira, Groza raspava o chão com suas chuteiras em linha reta para ajudar a guiar seus chutes. Mais tarde, ele colocou um pedaço de fita adesiva de uma polegada enrolada dentro de seu capacete. A "Regra de Lou Groza", em 1950, proibiu o uso de ajudas de chute, incluindo a fita. O estilo usado por Groza e outros kickers de sua época, desde então, foi substituido pelo chute com o lado do pé. "Eu não sei porque todas as crianças chutam no estilo de futebol (soccer)", disse ele em 1997. "Eles chutam a bola com a lateral do pé, o que supostamente lhes da melhor controle. Eu não sei, nunca tentei."

## Legado
Groza foi nomeado para a equipe da década de 1950 da National Football League em 1969 e entrou para o Hall da Fama do Futebol Profissional em 1974. Os Browns aposentaram o número 76; ele também está no Ring of Honor da equipe, um grupo dos melhores jogadores da história do clube, cujos nomes são exibidos abaixo dos assentos do primeiro andar no Estádio FirstEnergy. Em 1992, a Comissão de Esportes do Condado de Palm Beach estabeleceu o Prêmio Lou Groza, concedido ao melhor kicker da Subdivisão Football Bowl (anteriormente Divisão I-A). Uma de suas chuteiras faz parte da coleção da Smithsonian Institution em Washington, D.C.
A cidade de Berea, Ohio (onde Groza se estabeleceu após sua aposentadoria), o homenageou de várias maneiras:
- A rua onde está localizada a instalação de treinamento dos Browns foi renomeada para 76 Lou Groza Boulevard.[37]
- Em 2012, o Campo Lou Groza foi construído em Berea.
- O campo é o lar do programa Lou Groza Football, que atende crianças do ensino médio no subúrbio de Cleveland.[38]
- Em 2016, Groza foi homenageado com uma estátua na frente de seu homônimo campo.[39]

## Ligações externos
- O Prêmio Lou Groza
- Lou Groza (em inglês) no Find a Grave [fonte confiável?]
- Site de Lou Groza